# Створ (урочище)
Створ  — бывший лагерный пункт Понышского ИТЛ на территории современного Чусовского района Пермского края, Россия. Музей под открытом небом.

## Географическое положение
Бывший лагерь для заключённых расположен на правом берегу реки Чусовая, напротив устья реки Поныш (левого притока реки Чусовая), в 25 километрах от города Чусового и в 335 километрах от камня Собачьи Ребра в селе Слобода.

## История

### Понышлаг
Лагерь был создан в декабре 1942 года с целью строительства Понышской ГЭС. Управление Понышлага располагалось на железнодорожной станции Всесвятское. Заключённые вели подготовительные работы. Однако, в 1944 году работы были прекращены и все силы были направлены на окончание строительства Широковской ГЭС. В 1944-1945 годах лагерь стал Проверочно-фильтрационным лагерем НКВД №519 для бывших советских военнослужащих, прошедших через немецкие концлагеря.
7 февраля 1946 года лагерь был преобразован в Понышский ИТЛ для содержания осужденных к каторжным работам 3-й и 4-й категории трудоспособностей (лагерь для инвалидов). Затем Понышский ИТЛ был преобразован в специальное лагерное отделение №10 УИТЛК УМВД по Молотовской области. В 1952 году режим вместо каторжного стал усиленным. В 1956 году режим в лагере стал особым. В 1962 году участок Створ ИТК-10 преобразован в колонию общего режима №33. В 1972 году и она была закрыта. С 1962 по 1972 годы здесь существовало лагерное спецпоселение. В 1975 году посёлок покинул последний поселенец.
В настоящее время остались развалины лагеря, на базе которых был создан волонтёрами Пермского отделения общества «Мемориал» музей под открытым небом.

### Понышская ГЭС
В 1920-е годы план ГОЭЛРО предполагал возведение ГЭС на реке Чусовой, но стройка была отложена. Решение о строительстве Понышской ГЭС на реке Чусовая в Молотовской области было принято в ноябре 1942 года. Проект Понышской ГЭС подразумевал строительство плотины на 216 километре от впадения реки Чусовая в реку Кама. Зона потопления должна была равна 2675 гектар, полезный объём водохранилища 50 млн. м³, а полный 120 млн. м³. Планируемая мощность ГЭС в 24 МВт.

## Население
С декабря 1942 года по январь 1943 года на строительство прибыло 184 вольнонаемных рабочих и 1350 заключенных. К лету 1943 году в лагере содержалось 6729 человек.